# 니야마촌 (오카야마현 오다군)
니야마촌(新山村)은 오카야마현 오다군에 있던 촌이다. 현재의 가사오카시의 일부에 해당한다.

## 역사
- 1889년 6월 1일 - 정촌제 시행에 의해 오다군 니야마촌이 발족하였다.
- 1953년 10월 1일 - 가사오카시에 편입해 폐지되었다.

## 참고문헌
- 角川日本地名大辞典 33 岡山県
- 『市町村名変遷辞典』東京堂出版、1990年。